# Wappen Neuseelands
Das Staatswappen Neuseelands ist in der gegenwärtigen Form seit 1956 gültig.

## Beschreibung
Das Staatswappen ist ein in Blau und Rot gevierter Schild mit einem silbernen Pfahl.
Es zeigt im blauen ersten Feld das Kreuz des Südens (Southern Cross) mit silbergeränderten fünfzackigen Sternen als Symbol des Staates und im blauen vierten Feld goldene Bergmannswerkzeuge, Symbole für Landwirtschaft, Viehzucht und Bergbau, sowie ein goldenes Vlies im roten zweiten Feld und im dritten Feld in Rot eine goldene Korngarbe. Die drei schwarzen nach links fahrende Segelschiffe mit ausliegenden Rudern im Pfahl stehen für die Bedeutung des Seehandels und für die Besiedlung Neuseelands vom Meer her.
Der Wappenschild wird rechts von einer weißen Frau mit der Flagge Neuseelands, Symbol für die europäischen Einwanderer, und links von einem tätowiertem Māori im traditionellen Gewand, dem Kaitaka aus neuseeländischem Flachs und mit einem Taiaha, einer langen Kampfkeule, Symbol für die Ureinwohner, als Schildhalter geführt. Beide stehen auf Zweigen des Silberfarns, der Nationalpflanze. Darüber liegt ein silbernes Band, einem Wahlspruch vergleichbar, mit dem Staatsnamen NEW ZEALAND.
Über dem Wappenschild schwebt die britische Edwardskrone als Versinnbildlichung der formalen britischen Oberherrschaft.
Das Wappen von Neuseeland ist in abgewandelter Form auch auf der Royal Standard in Neuseeland, der Flagge des britischen Königs als Staatsoberhaupt, zu sehen.